# Nikola Aksentijević
Nikola Aksentijević (in serbo Никола Аксентијевић?; Kragujevac, 9 marzo 1993) è un calciatore serbo, difensore svincolato.

## Carriera
Affermatosi con la maglia del Partizan, nell'estate del 2012 passa al Vitesse per 2,5 milioni di euro.